# Claude Goudimel
Claude Goudimel (ur. ok. 1514 w Besançon, zm. 27 sierpnia 1572 w Lyonie, zamordowany) – francuski kompozytor, tworzący chansons, motety łacińskie, msze. Jego najbardziej istotnym dziełem jest cykl psalmów czterogłosowych, który stał się oficjalnym psałterzem kalwińskim.
W 1619 Andrzej Hünefeld opublikował w Gdańsku hymny Jakuba Gembickiego napisane specjalnie do psalmodii Goudimela. Zostały one wydane ponownie dopiero po 395. latach w ramach Stypendium Kulturalnego Miasta Gdańska w opracowaniu Dawida Junga. 